# Monika Linkytė
Monika Linkytė, née le 3 juin 1992 à Gargždai en Lituanie, est une chanteuse lituanienne.
Elle représente la Lituanie au Concours Eurovision de la chanson 2015 à Vienne, en Autriche avec la chanson This Time (« Cette fois »), choisie en interne le 14 février 2015 par la chaîne[Quoi ?], et se classe 18e sur 27 avec 30 points.

Elle représente son pays une deuxième fois en 2023, avec la chanson Stay,.
Elle avait auparavant tenté de représenter le pays aux éditions 2010, 2011, 2012, 2013 et 2014 du Concours, ainsi qu'au Concours Eurovision de la chanson junior 2007.

## Biographie
Monika Linkytė naît en 1992 à Gargždai en Lituanie. Après avoir terminé son éducation secondaire, elle part étudier la santé publique à l'université de Vilnius, mais abandonne après trois semestres. Elle commence des études de droit dans la même université en 2014, avant de partir deux ans plus tard à Londres, afin de poursuivre des études d'éducation musicale au British and Irish Modern Music Institute (en).

## Carrière
En 2007, à l'âge de quinze ans, Monika participe à la sélection nationale lituanienne pour le Concours Eurovision de la chanson junior 2007, sans la remporter.

En 2010, elle participe à la sélection nationale lituanienne pour le Concours Eurovision de la chanson 2010, avec sa chanson Give Away. Elle atteint la finale et se classe dixième parmi les douze finalistes.
Elle retente sa chance en 2011 avec sa chanson Days Go By et en 2012 avec Happy, finissant respectivement quatrième et troisième lors de la finale.

Elle tente également sa chance pour l'Eurovision 2013 avec la chanson Baby Boy, écrite par Sasha Son, mais, souffrant d'une laryngite, elle se retire de la compétition à l'issue de la deuxième demi-finale dont elle s'était qualifiée.

La même année, Monika participe à la deuxième saison de Lietuvos balsas, où, coachée par Donny Montell, elle atteint la deuxième place à l'issue de la finale.

Elle participe de nouveau aux sélections nationales lituaniennes pour l'Eurovision en 2014, où elle se classe quatrième, et en 2015, où elle finit première, en duo avec Vaidas Baumila, en interprétant la chanson This Time. Le duo représente donc la Lituanie au Concours Eurovision de la chanson 2015, qui se déroule à Vienne en Autriche.
Après avoir ouvert la seconde demi-finale du Concours le jeudi 21 mai 2015, ils totalisent 67 points et finissent 7es et se qualifient pour la finale du samedi 23 mai.

Lors de la finale, Monika et Vaidas sont les septièmes des 27 participants à passer sur scène. Ils se classent 18es, avec 30 points.
Toujours en 2015, Monika sort son single Po dangum, puis son album Walk With Me. Elle reçoit cette année-là trois M.A.M.A. awards (en), respectivement dans les catégories Chanson de l'année (pour Po dangum), Album de l'année (pour Walk With Me), et Artiste féminine de l'année. Elle reçoit une nomination l'année suivante dans la catégorie Artiste féminine de l'année.
Elle continue depuis à publier de la musique régulièrement, sortant un EP en 2018, intitulé Old Love, un album live en 2020, intitulé  Koncertas su styginių kvintetu, et plusieurs singles.
En 2023, Monika Linkytė participe à nouveau à la sélection nationale lituanienne pour le Concours Eurovision de la chanson 2023, où elle interprète sa chanson Stay. Elle en sort gagnante de justesse, et représente ainsi la Lituanie à l'Eurovision 2023, à Liverpool au Royaume-Uni. Lors de la 2e demi-finale du concours, elle termine à la 4e place et se qualifie ainsi pour la finale. Le 13 mai, elle récolte 127 points ce qui lui permet de figurer à la 11e place du concours.

## Discographie

### Album  studio
- 2015 – Walk with Me

### Album live
- 2020 – Koncertas su styginių kvintetu

### EP
- 2018 – Old Love

### Singles
- 2010 – Give Away
- 2011 – Days Go By
- 2012 – Happy
- 2013 – Baby Boy (avec Sasha Son)
- 2014 – Skęstu
- 2015 – This Time (avec Vaidas Baumila)
- 2015 – Po dangum
- 2015 – Žodžių nereikia
- 2015 – Krentu žemyn
- 2016 – Padovanojau
- 2016 – Šviesos
- 2016 – Prisimink mane
- 2017 – Leisk man pasiklyst
- 2017 – Gal tai meilė?
- 2018 – Ant pasaulio krasto
- 2018 – O tu?
- 2019 – All Alone
- 2019 – Aš myliu save (avec Indrė Stonkuvienė)
- 2019 – Perfect Times (avec Kazimieras Likša)
- 2020 – Visada šalia
- 2020 – Šilkas
- 2021 – Paskutinįkart
- 2021 – Naktis
- 2022 – Degtukas
- 2022 – Dūšia/Sakai man lyk (avec Leon Somov)
- 2023 – Stay